# Perineuro
El perineuro es una capa de tejido conjuntivo especializado que envuelve un fascículo de fibras nerviosas. Varios fascículos se agrupan entre sí para formar un nervio, el cual está recubierto por una segunda capa de tejido conjuntivo que recibe el nombre de epineuro.

## Componentes
El perineuro está formado por varias capas de fibroblastos, en ambos lados se recubre por una membrana basal. Contiene también fibras longitudinales de colágeno y fibras elásticas.

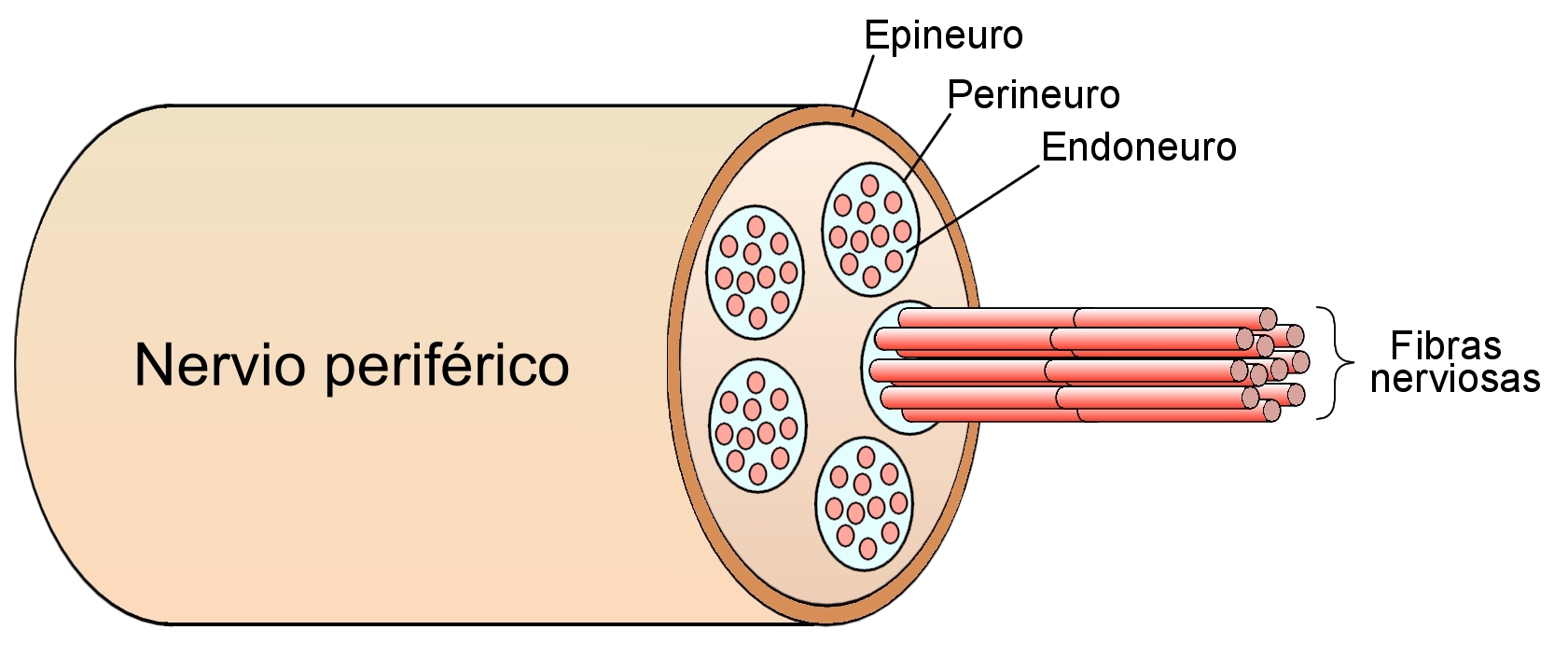
Esquema en el que se representa la sección de un nervio periférico. Son visibles el endoneuro, perineuro y epineuro.

## Función
Forma una barrera que tiene una función protectora, evitando daños a las fibras nerviosas e impidiendo el paso de toxinas y agentes infecciosos.